# Roppenheim
Roppenheim (Roppenem in alsaziano) è un comune francese di 1 018 abitanti situato nel dipartimento del Basso Reno nella regione del Grand Est.

## Società

### Evoluzione demografica
Abitanti censiti

## Galleria d'immagini

Roppenheim
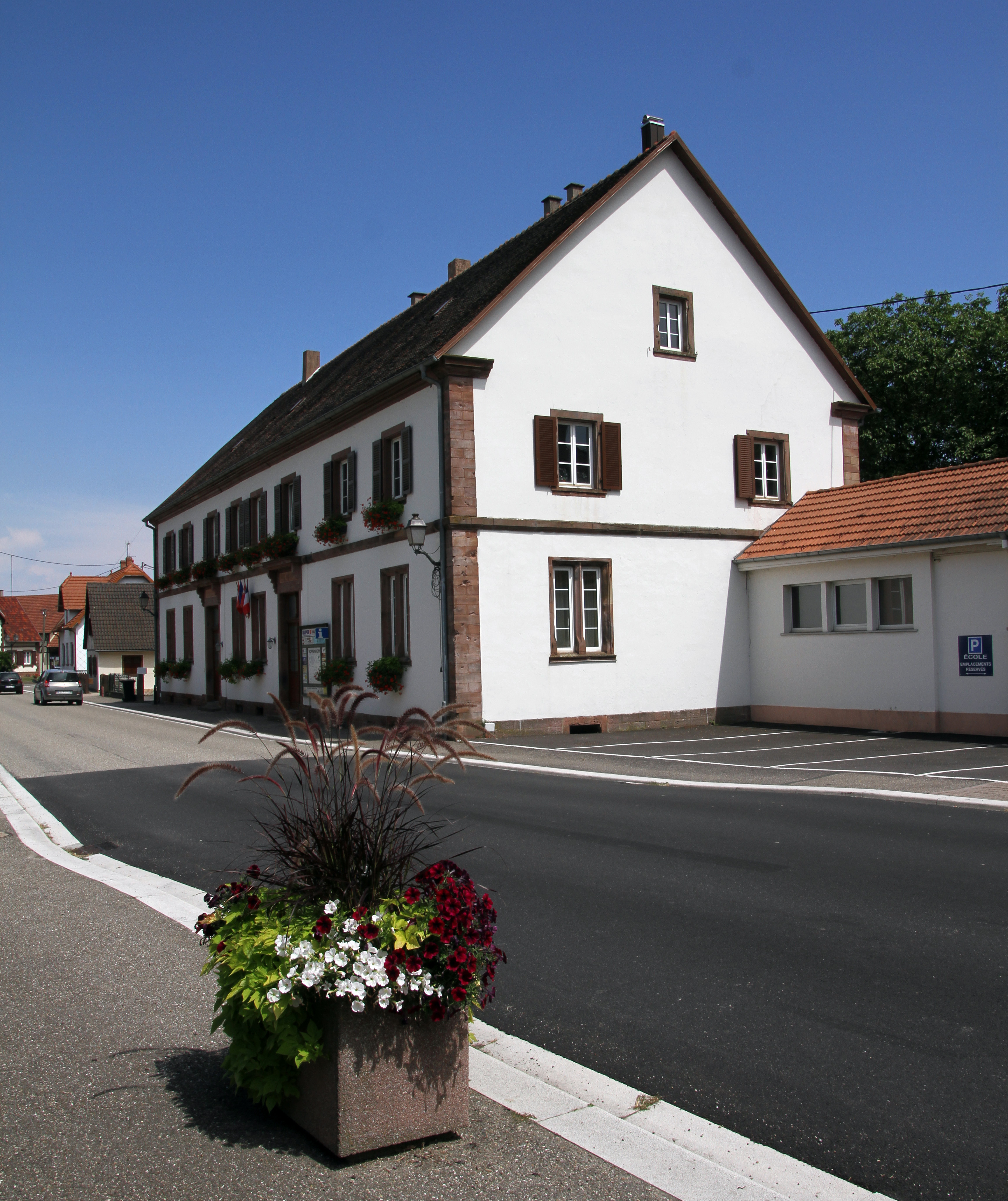
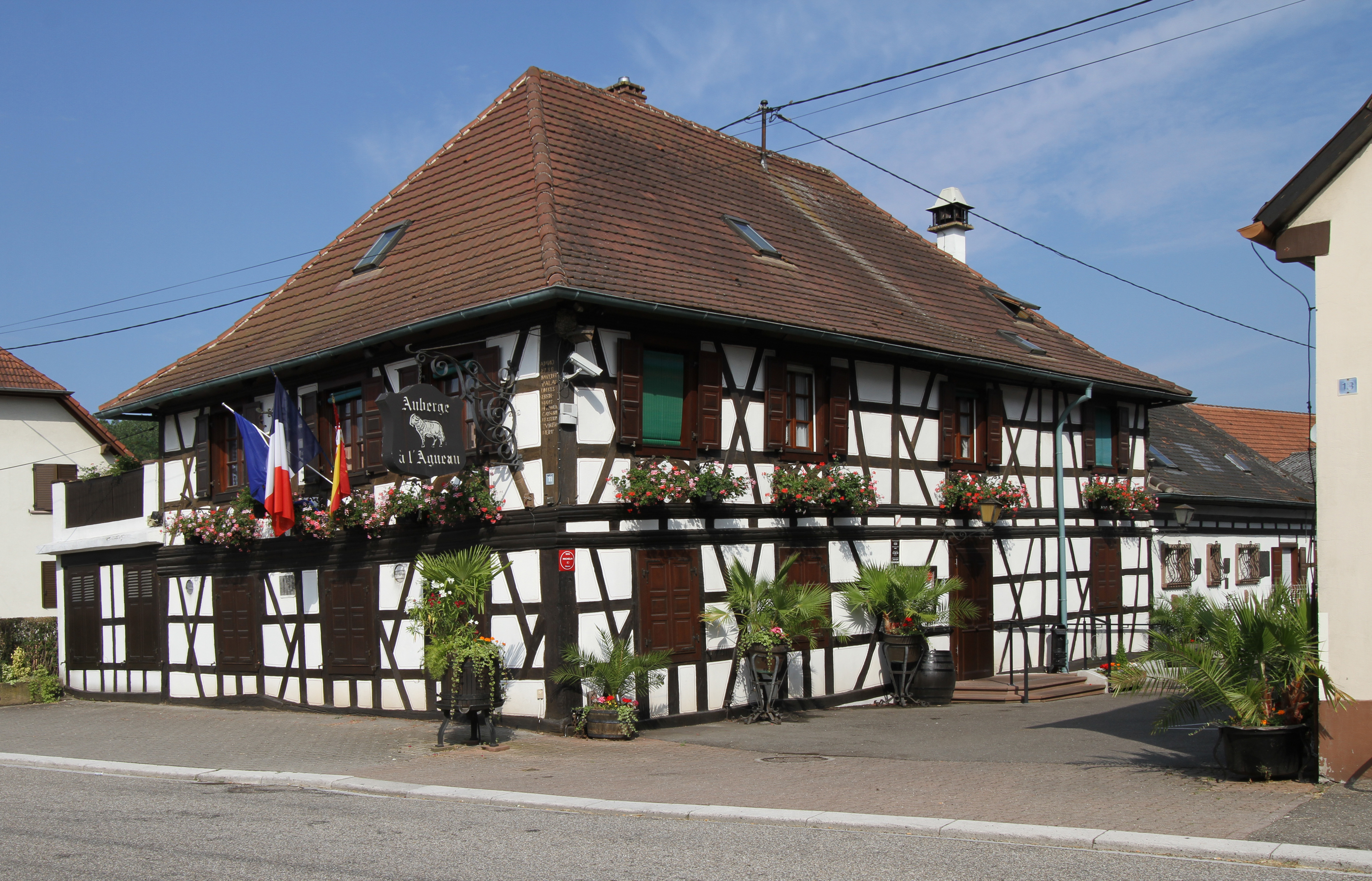
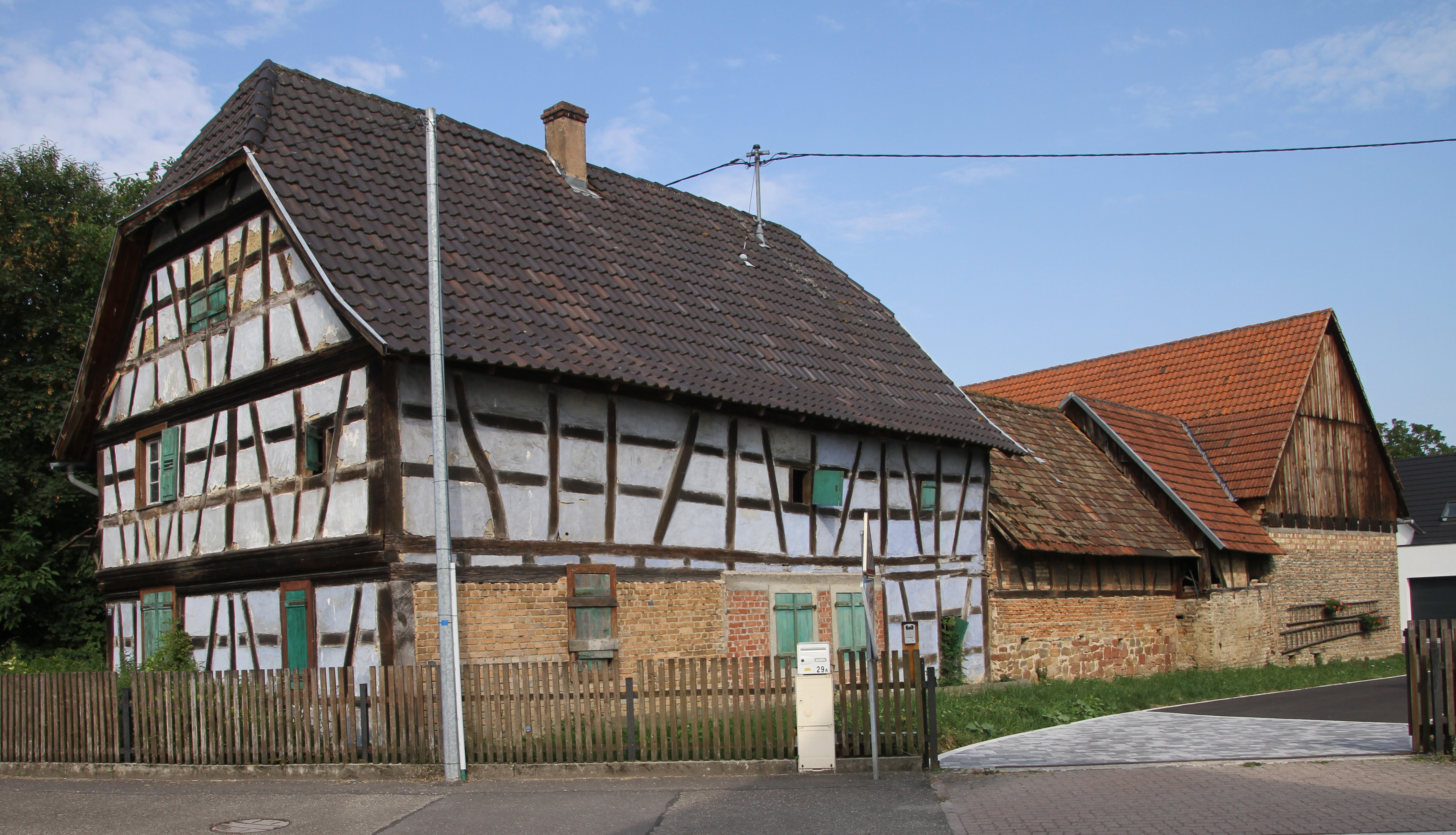
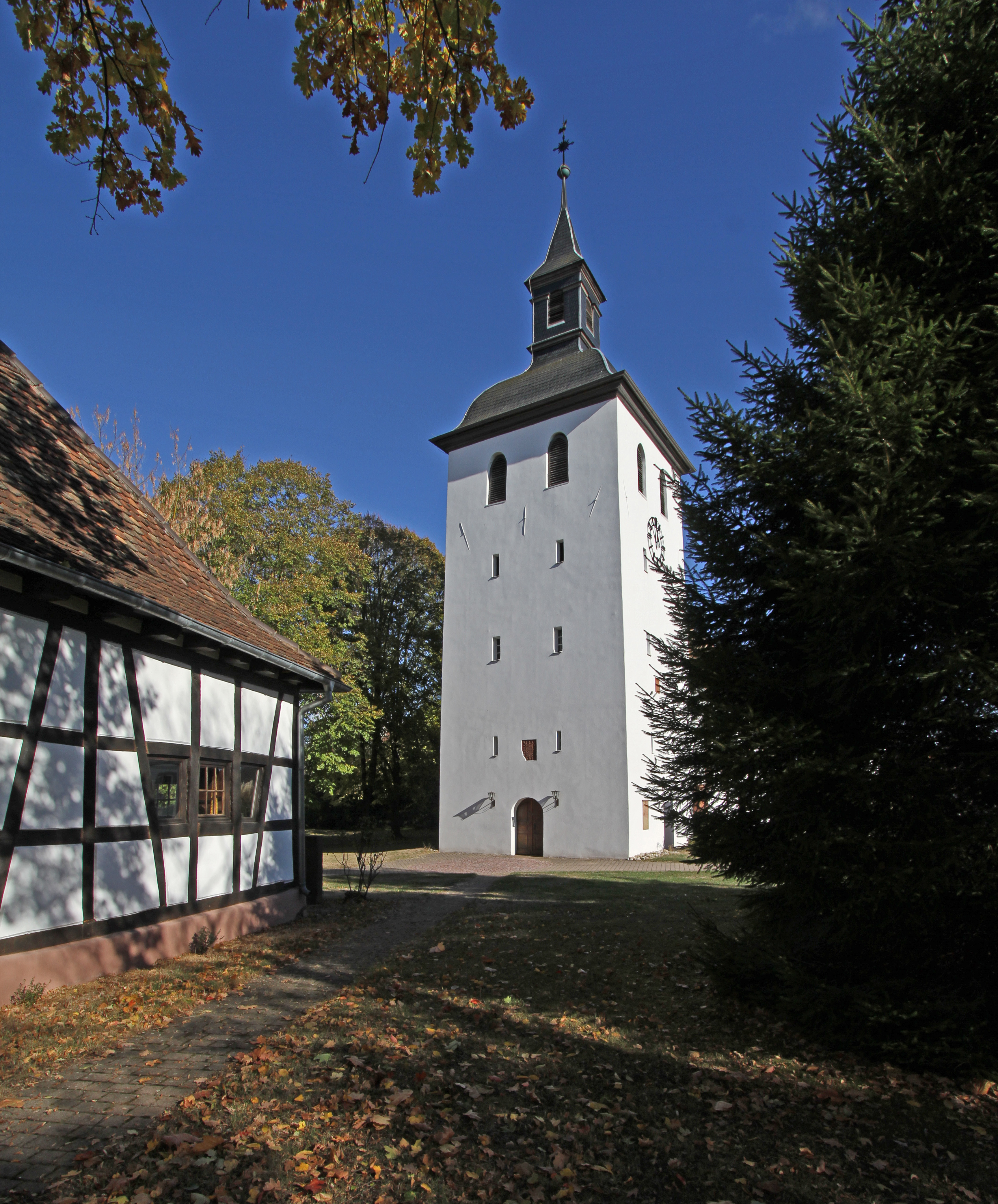
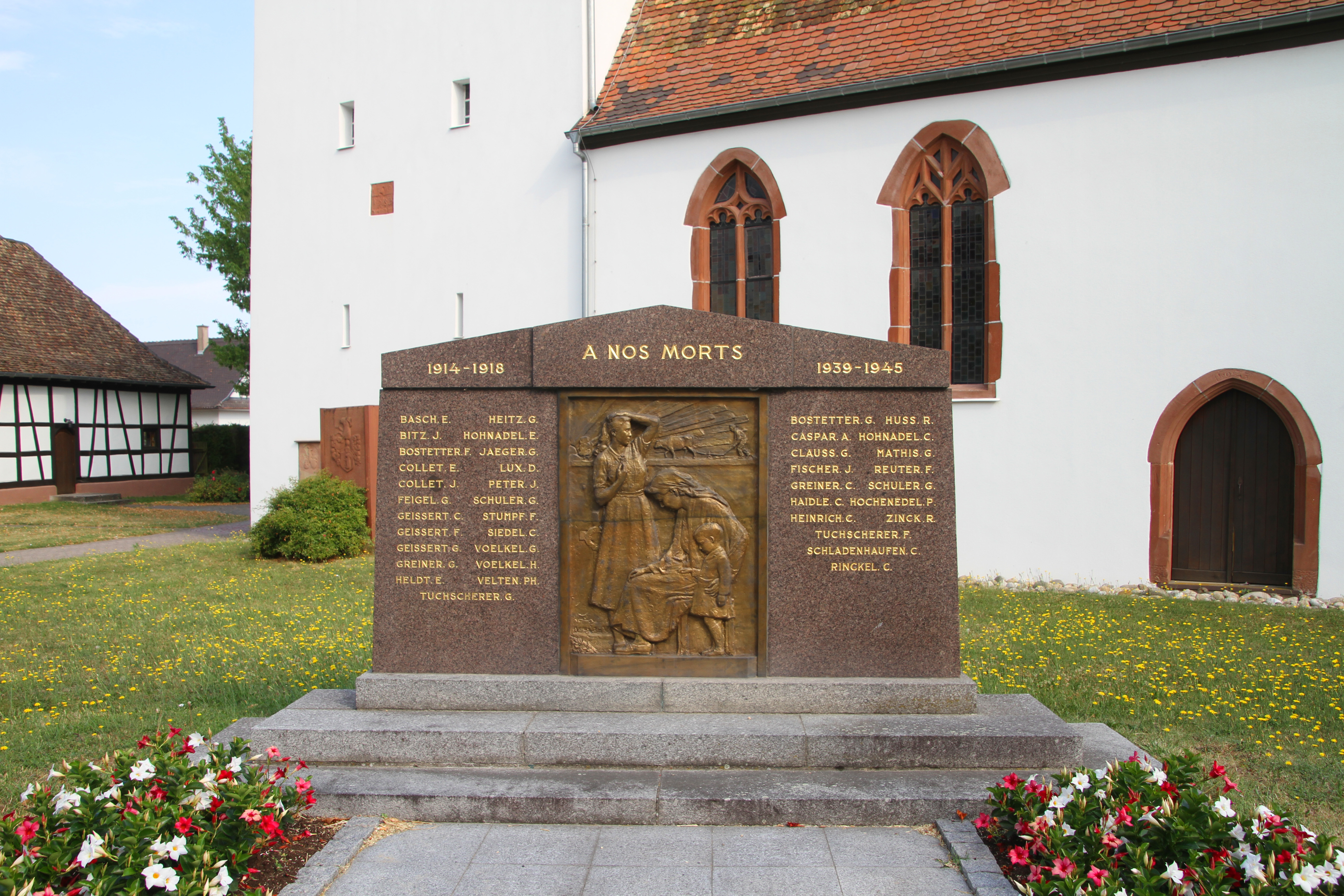
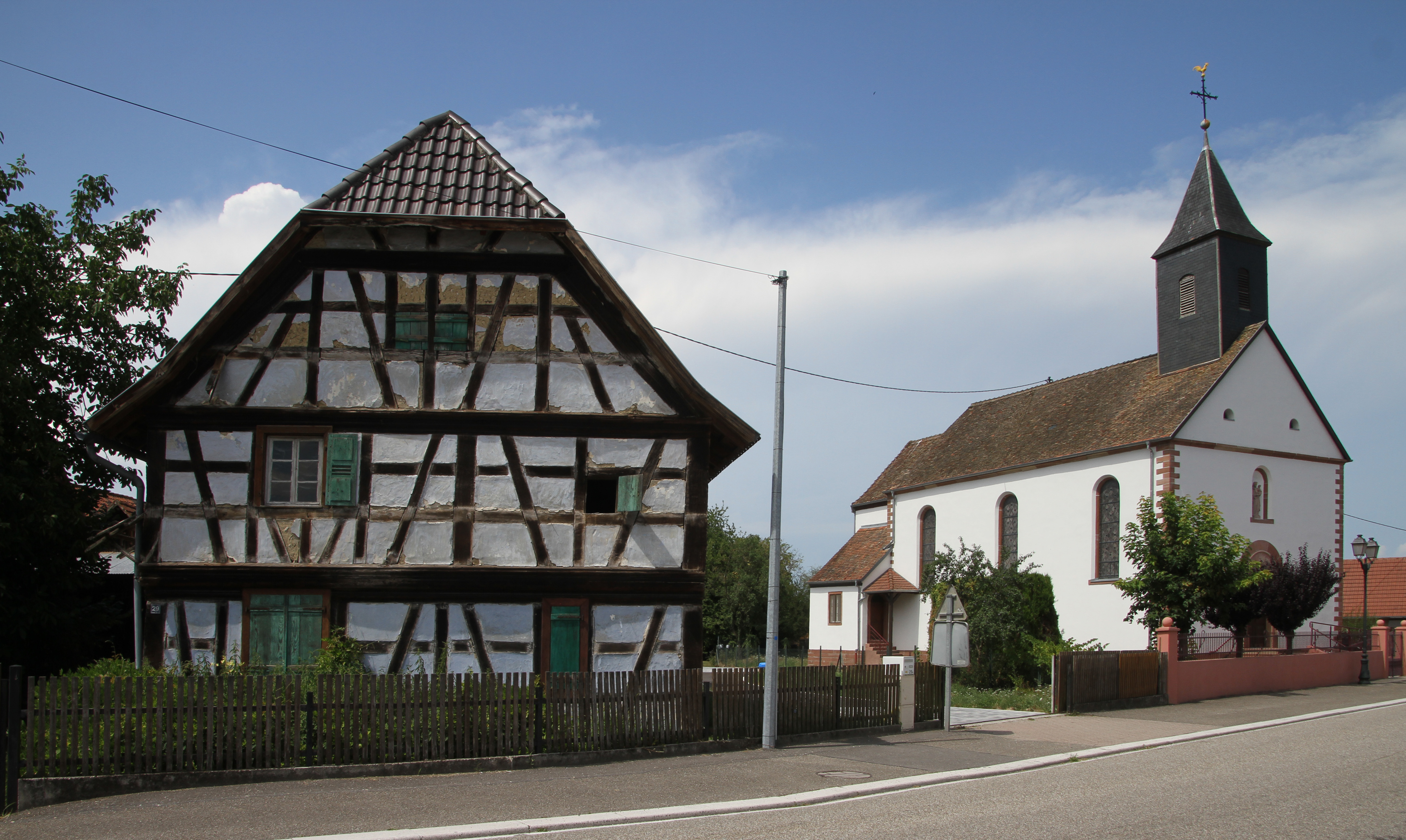